# Néda
Pour les articles homonymes, voir Neda.
La Néda (en grec moderne : Νέδα) est un fleuve du Péloponnèse, en Grèce.
Il prend sa source au mont Lycée, en Arcadie, puis coule vers l'ouest, traversant l'Élide et la Messénie, passant par Phigalée, et se jette dans le golfe de Cyparissia,
Dans l'Antiquité, le fleuve formait la frontière entre la Messénie et la Triphylie.
À noter que la Néda est l'un des rares cours d'eau de Grèce à porter un nom féminin en grec, comme l'Arápitsa à Naoussá, l'Ermítsa à Agrínio, la Ziliána (el) en Piérie et la Hercyna en Béotie.